# Bézu-la-Forêt
Bézu-la-Forêt es una localidad y comuna francesa situada en la región de Normandía, departamento de Eure, en el distrito de Les Andelys y cantón de Lyons-la-Forêt.

## Demografía
| 258 | 234 | 182 | 167 | 144 | 188 |
| Para los censos de 1962 a 1999 la población legal corresponde a la población sin duplicidades (Fuente: INSEE [Consultar]) |     |     |     |     |     |

## Lugares de interés
Iglesia, granjas y casas antiguas.